# پرستوی دمگاه‌حنایی اروپایی
پرستوی دمگاه‌حنایی اروپایی (نام علمی: Cecropis rufula) پرندهای کوچک از تیرهٔ پرستویان (Hirundinidae) است. در مناطق تپه‌ای باز در جنوب اروپا و شمال آفریقا از شرق تا ایران، پاکستان و شمال غربی هند زادآوری می‌کند. در زمستان به آفریقا و جنوب غربی آسیا مهاجرت می‌کند. در گذشته، به عنوان زیرگونهای از پرستوی دمگاه‌حنایی شرقی (Cecropis daurica) در نظر گرفته می‌شد که تحت نام مشترک «پرستوی دمگاه‌حنایی» یکپارچه می‌شد.